# 해피엔딩 프로젝트
《해피엔딩 프로젝트》(Still Mine)는 2012년 공개된 캐나다의 영화이다.

## 줄거리
뉴브런즈윅주의 시골 마을에 사는 89세의 농부 크레이그는 건강이 악화된 아내 아이린을 위해 새로운 집을 지으려고 한다. 하지만 그는 정부 관료의 복잡한 규제와 방해에 부딪히게 되고, 아내를 위한 집을 지으려는 그의 노력은 거대한 관료주의와의 싸움으로 이어진다. 영화는 이 과정에서 부부가 겪는 어려움과 그 속에서 더욱 깊어지는 사랑, 그리고 개인과 정부 간의 갈등을 섬세하게 그려낸다. 주인공 부부의 끈끈한 유대감과 불합리한 상황에 맞서는 용기를 통해 잔잔하면서도 강렬한 감동을 선사하며, 노년의 사랑과 인생에 대한 깊이 있는 메시지를 전달한다.

## 출연

### 주연
- 제임스 크롬웰
- 주느비에브 뷔졸드

### 조연
- 캠벨 스코트
- 줄리 스튜어트
- 릭 로버트
- 바바라 고든
- 자카리 베네트
- 조 핑그
- 척 샤마타
- 조지 R. 로버트슨
- 조나단 포츠

## 기타
- 프로듀서: 마이클 맥고완
- 프로듀서: 애비 페더그린
- 프로듀서: 타마라 데버렐
- 미술: 타마라 데버렐
- 세트: 패트릭 길버트
- 의상: 사라 밀맨
- 배역: 존 부챈
- 배역: 제이슨 나이트